# Catharinus Hoek

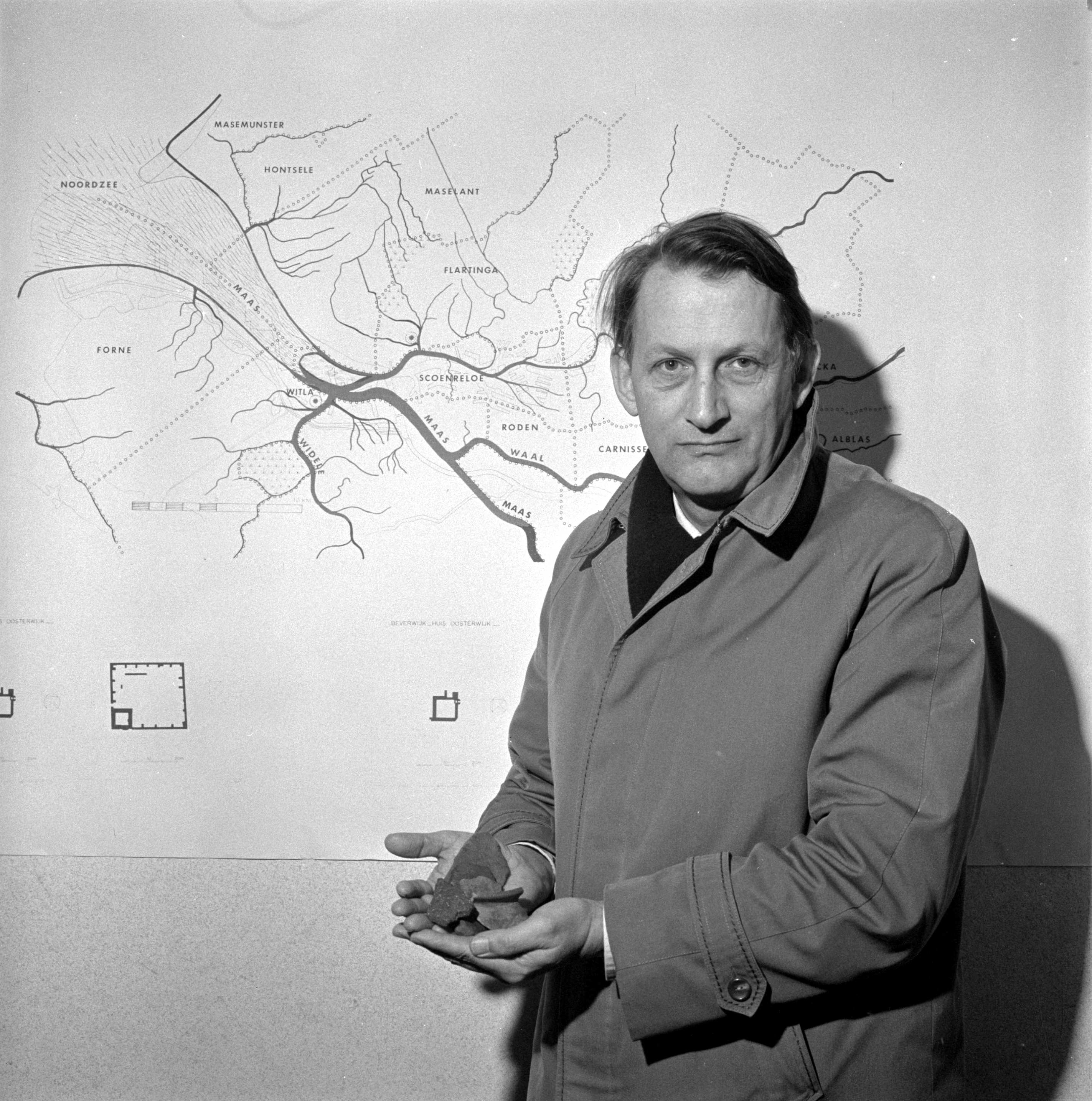
Catharinus Hoek met zijn werkgebied (1978)

Catharinus Hoek (Rotterdam 21 juli 1924 – Rotterdam, 29 maart 2013) was een Nederlands archeoloog.
Hij was zoon van Hentje Barink en boekhandelaar Catharinus Hoek.
Hij kreeg zijn opleiding aan de hogereburgerschool (HBS-B) en de Academie voor Beeldende Kunsten en Technische Wetenschappen in Rotterdam. Op dertigjarige leeftijd (1954) ging hij werken voor de "Dienst Gemeentewerken" van die stad. In 1960 verschoof hij op advies van Hendrik Jan van Beuningen (voorzitter Coördinatie-Commissie van Advies Archeologisch Onderzoek) naar de functie archeoloog bij het Bureau Oudheidkundig Onderzoek van Gemeentewerken Rotterdam (BOOR), waaronder ook de regio's Schiedam en Vlaardingen vielen. Hij kon daar terecht omdat hij zich als liefhebber verdiept had in de archeologie. Hij zou er een flink aantal jaren leiding geven. Hij had destijds de wind mee, omdat er aan het eind van de jaren vijftig interesse ontstond voor wat zich in het verleden had afgespeeld. Hij legde er een uitgebreide documentatie over vast, maar werd ook geraadpleegd voordat er grondwerken konden plaatsvinden. Voorts werden er archieven (ook die van de gemeente Kethel) verzameld, gecatalogiseerd en doorgespit; hij moest er zelfs voor naar België en Frankrijk. Tevens verrichtte hij veldonderzoek. Verslaglegging vond plaats in het Rotterdams Jaarboekje en tijdschriften Ons Voorgeslacht en Holland.
In 1971 kreeg hij de Zilveren Anjer opgesteld; hij had sinds 1991 het eredoctoraat aan de Universiteit van Amsterdam.